# Liutadjik, Vrața
Liutadjik (în bulgară Лютаджик) este un sat în comuna Vrața, regiunea Vrața,  Bulgaria. 

## Demografie
Componența etnică a satului Liutadjik
     Bulgari (94,89%)
     Nicio identificare (5,1%)
     Altele (0%)
La recensământul din 2011, populația satului Liutadjik era de 137 locuitori. Din punct de vedere etnic, majoritatea locuitorilor (94,89%) erau bulgari. Pentru 5,1% din locuitori nu este cunoscută apartenența etnică.